# (2421) Nininger
(2421) Nininger es un asteroide que forma parte del cinturón exterior de asteroides y fue descubierto por Edward L. G. Bowell el 17 de octubre de 1979 desde la Estación Anderson Mesa, en Flagstaff, Estados Unidos.

## Designación y nombre
Nininger se designó al principio como 1979 UD.
Posteriormente, en 1981, fue nombrado en honor del estudioso de los meteoritos estadounidense Harvey H. Nininger (1887-1986).

## Características orbitales
Nininger orbita a una distancia media de 3,234 ua del Sol, pudiendo alejarse hasta 3,38 ua y acercarse hasta 3,088 ua. Tiene una excentricidad de 0,04518 y una inclinación orbital de 10,19 grados. Emplea en completar una órbita alrededor del Sol 2124 días.

## Características físicas
La magnitud absoluta de Nininger es 10,7. Tiene un diámetro de 38,89 km y un periodo de rotación de 6,406 horas. Se estima su albedo en 0,0559.